# 藍墨客
藍墨客，又音译马克·兰伯特，美國外交官，2023年起出任美國國務院東亞暨太平洋事務局中國暨台灣副助卿，2021年擔任美國國務院東亞暨太平洋事務局日本暨韓國副助卿，此前亦曾兩度派駐美國駐華大使館。藍墨客夫人石露蕊亦為外交官，他們育有2個女兒。

## 經歷
藍墨客生於奧勒岡州，曾入讀貝勒大學法學院，亦擁有威拉姆特大學歷史及政治學學士。他通曉中文、日語、泰語、越南語及西班牙語。
1990年加入外交體系服務的藍墨客，於1991年—1993年間派赴美國駐哥倫比亞大使館，於毒梟巴勃羅·埃斯科瓦爾崛起的時代專責反毒、人權、反綁架業務。其後改隸美國駐日大使館服務2年，旋即調回華府從事大規模毀滅武器等軍政議題，並因此前往伊拉克巴格達出差、協助聯合國監控伊拉克生物武器項目。此後，他進入國務院亞太局日本處，經手美日間的環境、健康及科學事務，並就京都議定書與日方合作。2000年至2003年間，已經歷2年中文訓練的他，首度派駐美國駐華大使館，任內曾參與2001年中美撞機事件的後續解決，擔任該館人權事務官時，亦協助了異議人士徐文立於2002年赴美。

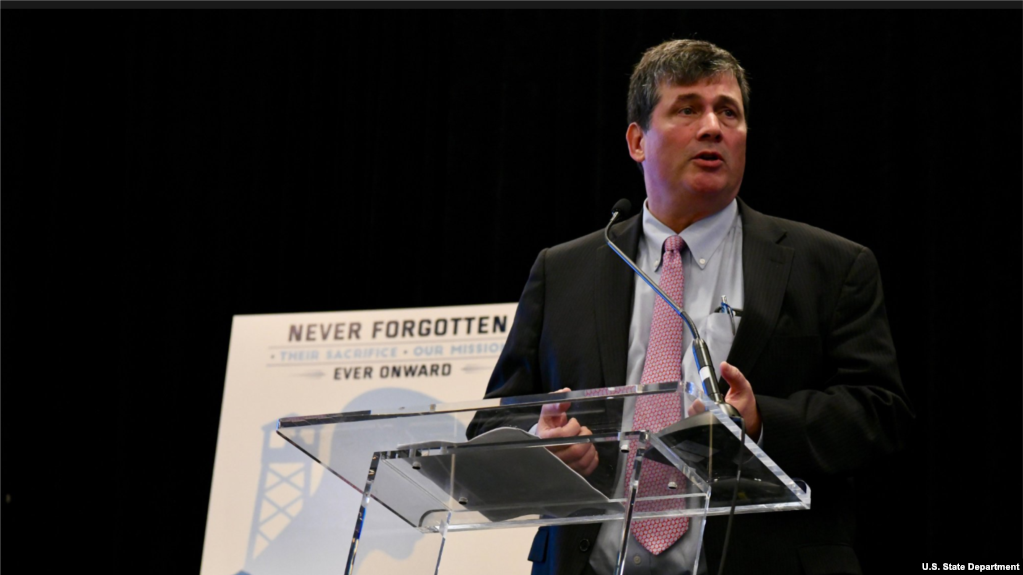
藍墨客，美國國務院北朝鮮特使任內

2003年結束駐華任期後，藍墨客回華府接受1年泰語訓練，於2004年進入美國駐泰國大使館，擔任政治軍事事務官，並於任內協助制定2004年印度洋大地震的相關對策。二度駐華時，他是使館政治處內負責中美軍政關係的科組主管之一，替旨在解決朝鮮核問題的六方會談提供支援，並關注中日關係、中朝關係及中韓關係。2012至2015年間，藍墨客則出任美國駐越南大使館政務參贊，此間曾於2014年暫代副大使。藍墨客駐越期間，同美國在亞太地區的盟邦共同設計了南中國海海上戰略，並增進美越關係，這段關係隨著2015年兩國領導人阮富仲和巴拉克·歐巴馬的白宮會談而達到高峰。2015年至2017年間，他回到國務院亞太局擔任韓國處處長，由他帶領的17人工作團隊處理美韓關係及美朝關係，草擬北朝鮮試射導彈及核試驗後的相關對策。
藍墨客結束韓國處處長任期後，適逢美國國務院北朝鮮特別代表兼日韓副助卿尹汝尚於2018年3月離任，因此暫代其兩項懸缺，直至2018年8月新任北朝鮮代表史蒂芬·比根及新任日韓副助卿馬克·納伯履新為止，此後他便負責輔佐比根從事朝鮮半島相關業務。
2020年1月，藍墨客改調美國國務院國際組織局，擔任該局特使，參與美國及中華人民共和國在聯合國下屬組織中的角力。在該年度的世界智慧財產權組織總幹事選舉中，雙方分別屬意新加坡籍候選人鄧鴻森及中國籍候選人王彬穎，最終總幹事職位由鄧鴻森勝出，而藍墨客也因此獲提名總統職級功績獎。2021年8月30日，藍墨客接任亞太局日韓事務副助卿。